# Francisco de Sá Noronha
Francisco de Sá Noronha (Viana do Castelo, 1823 - Rio de Janeiro, 1881) fou un compositor i violinista portuguès.
Estudià sense cap mestre, i als quinze anys marxà al Brasil, on es presentà com a concertista, fent després una excursió per Sud-amèrica i Nord-amèrica. Després residí alternativament en el Brasil i Portugal com a director d'orquestra i empresari de teatres, i morí en la més pura misèria.
Va compondre les òperes següents:
- Beatrice di Portogallo que assolí un gran èxit (1863)
- Arco de Sant'Anna, estrenada amb tanta fortuna com l'anterior (1867)
- Tagir, que agradà menys (1876)

Les operetes:
- A graça de Deus
- Epitáphio e epithalámio
- Santa Íria
- Os bohémios
- A princesa dos Cajueiros, la millor de les seves obres en aquest gènere; també va compondre himnes, fantasies, etc.